# Gabriele Bosisio
Gabriele Bosisio (ur. 6 sierpnia 1980 w Lecco) – włoski kolarz szosowy, startuje w zawodowym peletonie od 2004 roku. Zwycięzca Giro del Lazio, etapowy zwycięzca w Giro d'Italia.
W kwietniu 2010 roku ukarano go za stosowanie erytropoetyny. Dyskwalifikacja ma obowiązywać do 5 października 2011 roku.

## Najważniejsze zwycięstwa
- 2007 - Giro del Lazio
- 2008 - Giro d'Oro, etap i Maglia rosa w Giro d'Italia